# Werner Freistetter

Bischofswappen von Werner Freistetter

Werner Freistetter (* 28. Oktober 1953 in Linz, Oberösterreich) ist ein österreichischer römisch-katholischer Geistlicher. Seit dem 11. Juni 2015 ist er Militärbischof von Österreich.

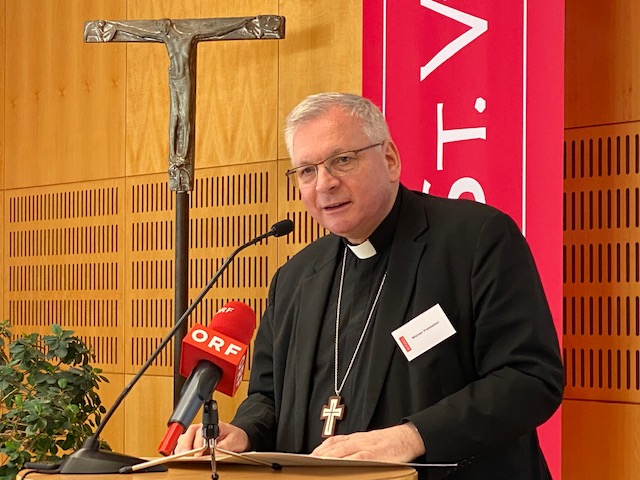
Militärbischof Werner Freistetter

## Leben
Freistetter ist Sohn des ehemaligen Chefredakteurs der ÖMZ, Divisionär Franz Freistetter.
Er studierte in Wien und Rom Theologie und promovierte in Sozialethik. Die Priesterweihe spendete ihm der Erzbischof von Wien, Franz Kardinal König, am 9. Oktober 1979 in Rom. In Wien war er als Seelsorger aktiv sowie am Institut für Ethik und Sozialwissenschaften der Universität Wien angestellt. Später war er am Päpstlichen Rat für die Kultur in Rom tätig. Freistetter war Mitglied der Vertretung des Heiligen Stuhls bei der OSZE und ist geistlicher Assistent der internationalen katholischen Soldatenorganisation AMI. 2006 ernannte ihn Militärbischof Werner zum Bischofsvikar für Wissenschaft und Forschung, theologische Grundsatzfragen und internationale Beziehungen. Er war als Militärseelsorger auf den Golanhöhen und in Bosnien und Herzegowina im Einsatz. Von 1997 bis 2015 war Freistetter Leiter des Instituts für Religion und Frieden.
Am 13. April 2015 wurde seine bevorstehende Ernennung zum Nachfolger von Christian Werner als Militärbischof bekannt. Die Ernennung durch Papst Franziskus erfolgte am 16. April 2015. Freistetter wurde am 11. Juni 2015 im Dom von Wiener Neustadt vom Apostolischen Nuntius Peter Zurbriggen zum Bischof geweiht, Mitkonsekratoren waren der emeritierte österreichische Militärbischof Christian Werner und der slowakische Militärbischof František Rábek.
Vom 28. Juni 2019 bis zur Weihe des neuen Bischofs am 2. Februar 2020 war er zudem Apostolischer Administrator der vakanten Diözese Gurk-Klagenfurt.
In der Österreichischen Bischofskonferenz nimmt Freistetter folgende Agenden wahr: Vorsitzender der Bischöflichen Kommission für Weltmission, Weltkirche (Missio Austria; Pro Europa; Koordinierungsstelle für Mission und Entwicklung/KOO; Dreikönigsaktion/DKA), Weltreligionen (Kommission für Weltreligionen), Polizeiseelsorge/Rettungsorganisationen.

## Auszeichnungen
- 2018: Großes Goldenes Ehrenzeichen für Verdienste um die Republik Österreich[5]